# Шендзиковский, Иосиф Александрович
Иосиф Александрович Шендзиковский (1849 — после 1917) — военный юрист, заслуженный профессор Александровской военно-юридической академии, генерал-лейтенант.

## Биография

### Служба
Шендзиковский родился 2 сентября 1849 года в семье майора Александра Михайловича Шендзиковского. Поступив вместе с братом Михаилом (впоследствии инженером-технологом) в 1-й Санкт-Петербургский кадетский корпус, он окончил его уже по преобразовании корпуса в 1-ю Санкт-Петербургскую военную гимназию и поступил в 1-е военное Павловское училище (2 сентября 1865 года). По окончании училища выпущен в армию с производством в подпоручики (17 июля 1867 года).
В чине поручика (с 15 июля 1870 года) 20-го пехотного Галицкого полка Шендзиковский поступил в Военно-юридическую академию и в 1873 году окончил её по 1-му разряду. Продолжая службу, он был произведён за отличие в штабс-капитаны (16 октября 1873 года) и капитаны (21 декабря 1878 года) и принял участие в Русско-турецкой войне 1877—1878 годов.
Переведённый в военно-судебное ведомство, Шендзиковский с 15 июля 1880 года являлся адъюнкт-профессором (впоследствии эта должность была заменена должностью экстраординарного профессора) Военно-юридической академии, с 5 мая 1894 года по 11 августа 1895 года — заслуженным профессором, и с 11 августа 1895 года — ординарным профессором той же академии. За время службы в Военно-юридической академии Шендзиковский получил чины подполковника (8 апреля 1884 года), полковника (24 апреля 1888 года) и генерал-майора (6 декабря 1898 года).
7 ноября 1901 года назначен военным судьёй Петербургского военно-окружного суда и в связи с этим 11 августа следующего года оставил должность ординарного профессора (с сохранением звания заслуженного профессора Александровской военно-юридической академии).

### Отставка
Служба Шендзиковского в должности военного судьи оказалась крайне неудачной. Военный министр А. Ф. Редигер вспоминал:

О том, какие анекдотические судьи терпелись в военно-судебном ведомстве, можно судить по генералу Шендзиковскому. При одном из своих докладов Павлов жаловался мне, что в военные суды передаётся столько гражданских дел, что они с ними не справляются и просят о прикомандировании лишних судей, а их неоткуда взять! Я спросил, нет ли свободных судей в Петербургском суде? Он заявил, что нет, что все заняты по горло; есть Шендзиковский, да его послать нельзя, — никуда не годен!

По указанию военного министра главный военный прокурор генерал В. П. Павлов предложил Шендзиковскому выйти в отставку:

Тогда он начал он мне начал излагать свои заслуги по кафедре, но я его перебил, что это к делу не относится, так как речь о том, какой может быть судья после 34 замечаний Главного военного суда? Он ответил, что получил их по неопытности, так как всё время работал на кафедре, и просил разрешения остаться ещё на год, чтобы доказать, что он уже напрактиковался

А. Ф. Редигер отказал Шендзиковскому в данной просьбе, так как в условиях первой русской революции считал невозможным «вручать судьбу подсудимых неопытному судье для его практики», и предоставил ему месяц для подачи прошения об отставке. По истечении срока в связи с отказом Шендзиковского выйти в отставку дело было передано на рассмотрение Главного военного суда, постановившего уволить его от службы по несоответствию занимаемой должности. По свидетельству А. Ф. Редигера:

Перед своим увольнением Шендзиковский не постеснялся явиться ко мне и проситть о производстве его в генерал-лейтенанты и об усиленной пенсии! Я ему сказал, что если бы он ушёл добровольно, то об этом ещё могла бы быть речь, но он сам хотел суда и увольняется по постановлению суда, потому чрезвычайные милости при отставке не уместны

После отставки (уволен от службы «по домашним обстоятельствам» с мундиром и пенсией 28 ноября 1905 года) проживал в Санкт-Петербурге вместе с супругой Марией Адамовной по адресу: Серпуховская, 7, являлся председателем Общества для доставления средств гимназии и реальному училищу К. Мая. После ухода в 1909 году А. Ф. Редигера с поста военного министра и назначения на этот пост В. А. Сухомлинова Шендзиковскому удалось добиться производства в чин генерал-лейтенанта с оставлением в отставке.

### Научная деятельность
За время своей профессорской деятельности в Александровской военно-юридической академии Шендзиковский стал автором ряда работ в области военной юриспруденции:
- Столетие Военного министерства. 1802—1902. Т. 12. Главное военно-судное управление и тюремная часть: Кн. 1. Ч. 1. Главное военно-судное управление: Исторический очерк / Составитель И. А. Шендзиковский, помощник составителя капитан Н. И. Фалеев (СПб., 1902)
- О военном суде в военное время (полевом военном суде) (СПб., 1892)
- Конспект лекций о материальных военно-уголовных законах иностранных государств (СПб., 1886)

Также им были составлены:
- Систематический каталог библиотеки Александровской военно-юридической академии. Ч. 1. Русские книги юридического содержания. (СПб., 1899) и Дополнение 1-е (с 1899 по 1904 г.) (СПб., 1904)
- Полный сборник узаконений и распоряжений правительства, касающихся фабричной и заводской промышленности, извлеченных из 15-ти томов Свода законов и Свода военных постановлений, позднейших узаконений и не вошедших в Своды законов (СПб., 1875)

## Награды
За свою службу Шендзиковский получил ордена:
- Орден Святого Станислава 3-й степени (1879 год)
- Орден Святой Анны 3-й степени (1884 год)
- Орден Святого Станислава 2-й степени (1887 год)
- Орден Святого Владимира 4-й степени (1890 год)
- Орден Святой Анны 2-й степени (1894 год)
- Орден Святого Владимира 3-й степени (1901 год)
- Орден Святого Станислава 1-й степени (1904 год)